# Trent Dalton
Trent Dalton és un periodista australià i autor de ficció literària de Brisbane, Austrâlia. Treballa com a periodista per l'edició del cap de setmana del diari australià The Weekend Australian i anteriorment treballà pel The Courier-Mail. Al 2018 publicà Boy Swallows Universe (El chico que se comió el universo) a l'editorial 4th Estate, amb el qual fou anomenat candidat al premi literari australià Miles Franklin de l'any 2019.
Boy Swallows Universe (2018) (El chico que se comió el universo (2019)) ====
El chico que se comió el Universo és una història inspirada en fets autobiogràfics. Detalla la transició a l'edat d'adolescent d'Eli Bell. En el llibre, Dalton dibuixa una imatge inusual dels suburbis obrers de Brisbane, on la vida quotidiana frega molts aspectes complexos, com droga-dependència o criminalitat. Des de la seva publicació al juliol de 2018, ha venut més de 500,000 exemplars només a Austràlia. També ha publicat All Our Shimmering Skies, HarperCollins (September, 2020) (Tots els nostres cels brillants) és ambientada al nord d'Austràlia durant la Segona Guerra Mundial. De no ficció ha publicat By Sea & Stars: The Story of the First Fleet, 4th Estate (2018). Les històries foren primer publicat com un serial al diari "The Australian". S'explicquen les històries de personatges reals que varen ser presents en la fundació de l'estat modern d'Austràlia.